# Syfilis

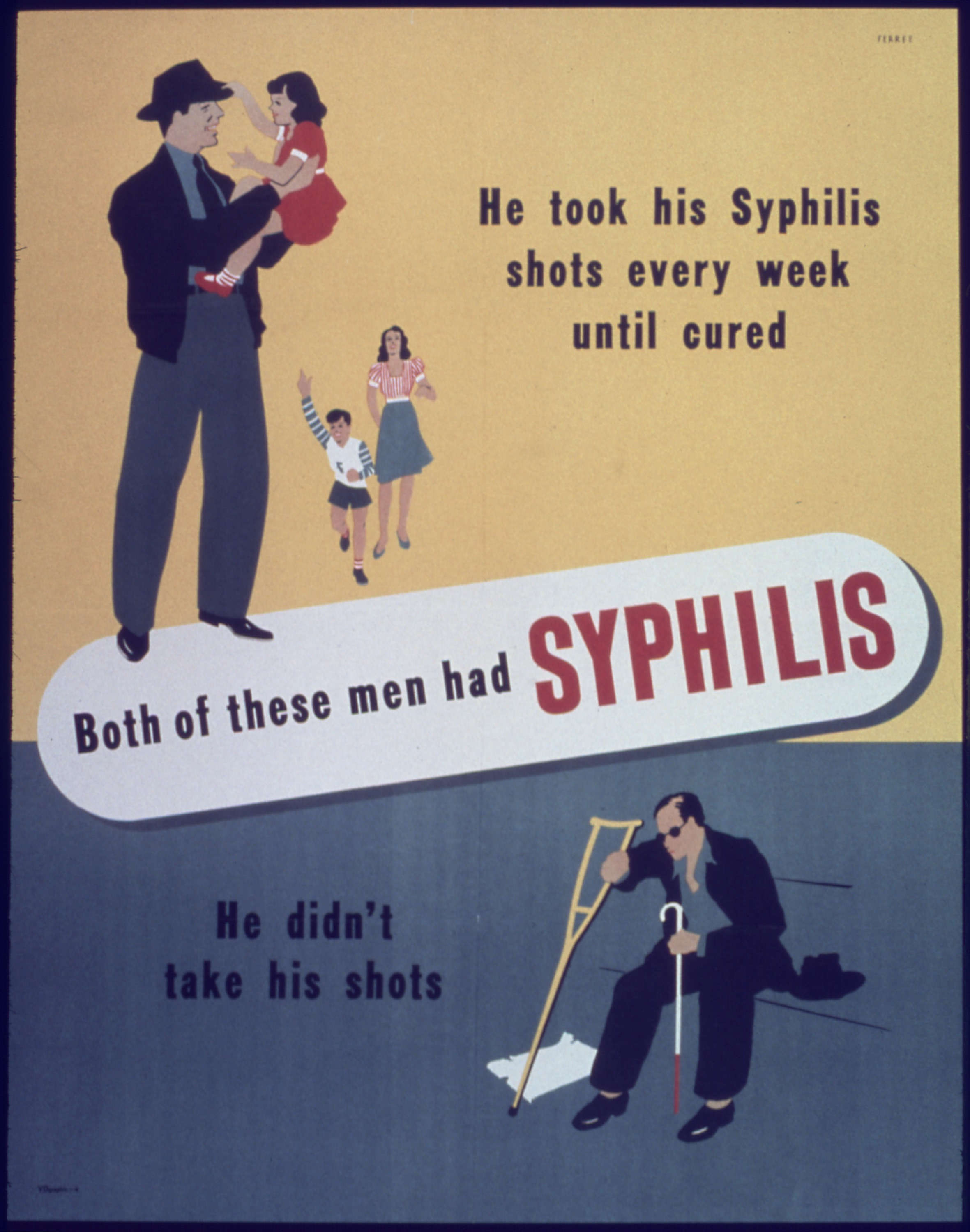
Beide mannen hadden syfilis. Op Amerikaanse militairen gerichte opwekking om een ingezette behandeling ook af te maken. (ca. 1943)

Syfilis of lues is een geslachtsziekte die wordt veroorzaakt door een bacterie uit de orde spirocheten, Treponema pallidum. De ziekte komt alleen bij mensen voor. Wereldwijd lopen jaarlijks 10 tot 12 miljoen mensen de ziekte op. In Nederland trof het in 2022 zo'n 1600 personen, in Vlaanderen 496 (2015). Aangeboren syfilis is in onderontwikkelde landen een belangrijke oorzaak van sterfte rondom de geboorte.
De bacterie Bifidobacterium cuniculi veroorzaakt bij het konijn een ziekte die ook syfilis wordt genoemd. Deze bacterie is echter niet besmettelijk voor mensen.

## Etymologie
In een gedicht uit 1530 noemt Girolamo Fracastoro syfilis een Franse ziekte. Hij was de eerste die de term syfilis gebruikte. Waarschijnlijk ontleende hij de naam aan de Grieks naam Su-philos (Σύφιλος), wat 'varkensliefhebber ("varkensneuker") betekent. In het gedicht van Fracastoro wordt de herder met die naam voor zijn geaardheid en zijn blasfemie door de herdersgod Apollo met een vreselijke ziekte bestraft.
Een andere taalkundige ziet er een Nieuwlatijnse afleiding in van Siphylus (Sipylus), de oudste zoon van Niobe uit de Griekse mythologie.
Sedert de 16e en 17e eeuw schaamde men zich zo voor deze ziekte dat het de gewoonte werd de ziekte verhullend te omschrijven als afkomstig van het land waar men om oorlogs- of andere redenen een hekel aan had gekregen. Duitsers en Engelsen noemden het de Franse pokken; de Russen de Poolse ziekte; de Polen de Duitse ziekte; de Fransen de Napolitaanse ziekte; de Nederlanders, Portugezen en Noord-Afrikanen de Spaanse ziekte en de Japanners de Chinese zweer.

## Symptomen
Er zijn verschillende stadia van de infectie.
1. Een pijnloos zweertje op de plaats van eerste infectie, bijvoorbeeld op de geslachtsdelen of bij de mond, enige weken (10-90 dagen) na het contact; Meestal ontstaat ook een pijnloze zwelling van de omliggende lymfeklieren.
2. Een stadium met niet-jeukende huidafwijkingen (de voetzolen en handpalmen zijn vaak aangedaan), een grieperig gevoel (koorts, hoofdpijn, keelpijn, spierpijn, malaise) en andere afwijkingen, enige maanden later;
3. Het derde stadium: neurolues waarbij het centraal zenuwstelsel wordt aangedaan met ernstige neurologische en psychiatrische verschijnselen. Het heeft heel lang geduurd, voordat deze ziekte, die meestal pas jaren na de besmetting optreedt, is herkend als een laat gevolg van syfilis. Uiteindelijk kan het derde stadium uitmonden in een cardiovasculaire syfilis, waarbij het hart en de grote bloedvaten worden aangetast.

Dit maakt de ziekte erg verraderlijk, omdat men van het eerste en tweede stadium geneest en men dus geneigd is te denken 'ervan af te zijn'. Het derde stadium kan echter dodelijk zijn en bovendien kan men andere seksuele partners besmetten.
Lang niet iedereen die het eerste stadium doormaakt gaat door naar het tweede of het derde stadium; en hier zit ook bij degenen die niet genezen vaak een interval van vele jaren tussen. Er bestaat ook nog de aangeboren syfilis (lues congenita) met typische vormafwijkingen, o.a. van het gebit en de schenen.
De ziekte kan zich in zeer veel vormen voordoen. Omdat deze vormen vaak ook op andere ziekten lijken en de ziekte tegenwoordig in Nederland zeldzaam is, wordt de diagnose jammer genoeg nog weleens gemist, daar hij vooral in de vroege stadia zeer goed te behandelen is met antibiotica, met name benzylpenicilline. Tot voor kort was een injectie hiermee bijzonder pijnlijk, maar tegenwoordig kan door toevoeging van een lokaal anestheticum de injectie vrijwel pijnloos zijn. Een ouder geneesmiddel tegen syfilis, Salvarsan, is ontdekt door Paul Ehrlich. Dit middel wordt al vele tientallen jaren niet meer gebruikt: het is erg giftig en heeft veel bijwerkingen. De diagnose is niet bijzonder lastig, via een bloedtest kunnen antilichamen tegen de bacterie ontdekt worden. Daarnaast kan in vocht uit een zweer de bacterie aangetoond worden. Gezien de incubatietijd die tot drie maanden kan duren, is men na een eerste negatieve uitslag pas zeker van het feit dat men géén syfilis heeft na een controletest na drie maanden, die dan ook negatief moet zijn.

## Herkomst van de ziekte

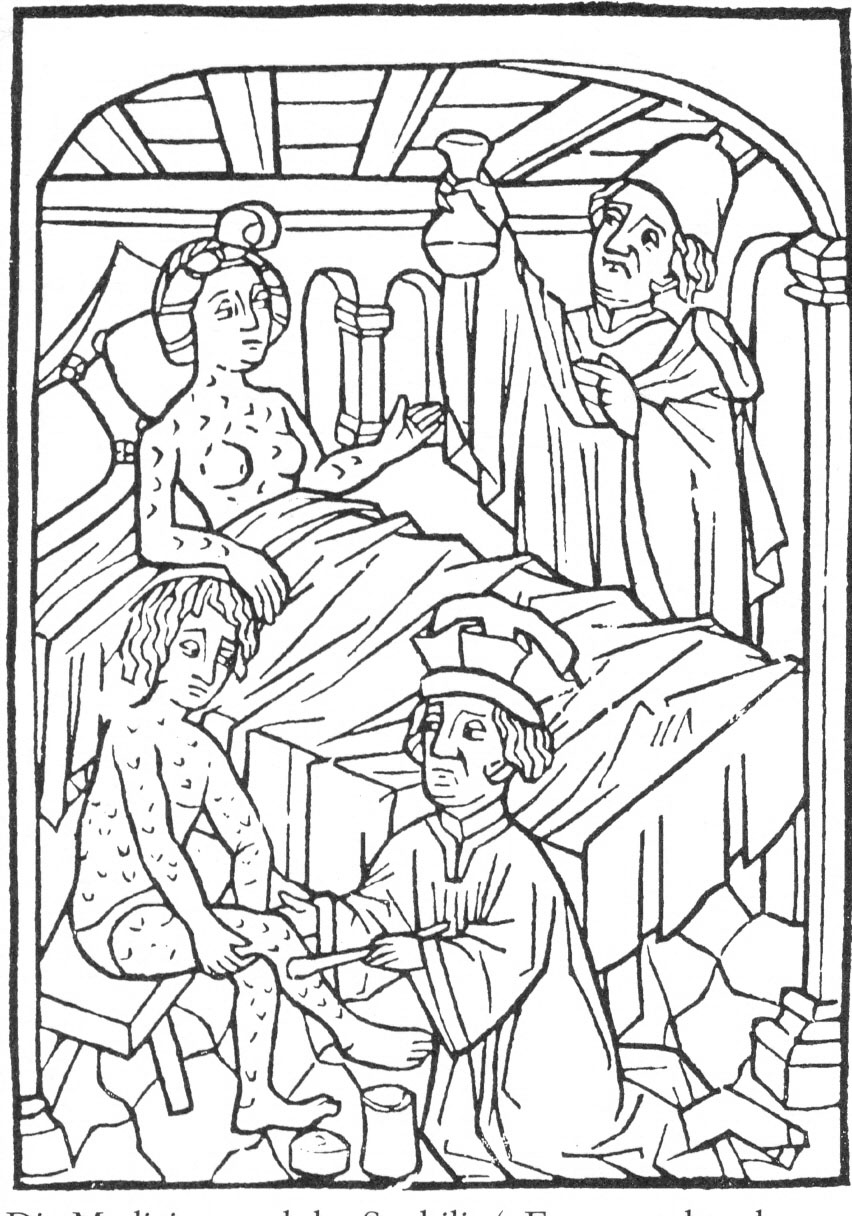
Eerste afbeelding van syfilis (Wenen, 1498)

Onderzoek naar de herkomst van syfilis is voornamelijk gebaseerd op meerdere skeletonderzoeken. Botafwijkingen die karakteristiek zijn voor syfilis zijn afwezig bij skeletten in precolumbiaans (voor 1493) Afrika en Azië. In Noord- en Zuid-Amerika kwamen deze kenmerkende afwijkingen al veel eerder voor, afhankelijk van de locatie zo’n 600 tot 8000 jaar geleden. Het is dus duidelijk dat syfilis voorkwam in de Nieuwe Wereld ("Amerika") op het moment dat Columbus daar arriveerde. Columbus landde op het eiland Hispaniola (huidige Dominicaanse Republiek), een gebied waar de skeletafwijkingen zijn gedocumenteerd voor skeletten uit de periode 800-1400 A.D. Dit leidde historici ertoe Columbus en zijn bemanning verantwoordelijk te stellen voor de verspreiding van deze SOA in Europa.
De hypothese was echter controversieel omdat er ook in Europa precolumbiaanse skeletten zijn teruggevonden met beschadigingen die in de richting van syfilis wijzen. Met name een Engels onderzoek leek uit te wijzen dat er reeds in de 13e eeuw mensen in Europa waren met verschijnselen van syfilis. Er zijn zelfs beweringen die de ziekte doen teruggaan tot het Oude Rome. Bij paleopathologisch onderzoek is het echter niet evident om andere mogelijke oorzaken volledig uit te sluiten.

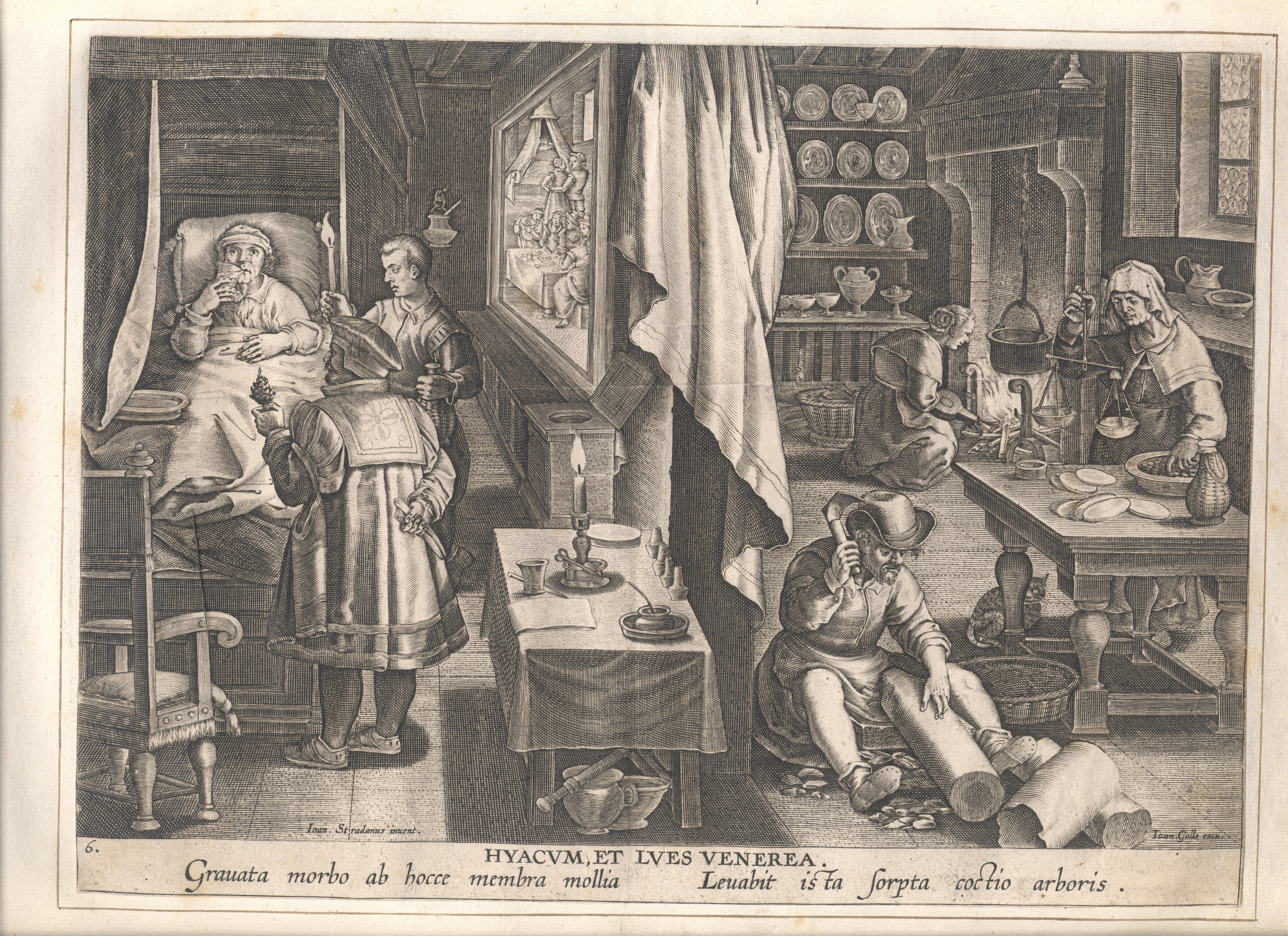
De ontdekking van Guaiacum als middel tegen syfilis, anoniem, ontwerp door Stradanus, collectie Museum Plantin-Moretus

Onderzoek uit 2014 op het DNA van de Treponema pallidum bacterie wijst ondubbelzinnig op een Amerikaanse oorsprong, meerdere duizenden jaren geleden. Door co-evolutie had de lokale bevolking een zekere bescherming opgebouwd tegen de ziekte. De zeer plotse en hevige virulentie waarmee syfilis rond 1495 in Europa en de Oude Wereld tekeer ging, is consistent met de blootstelling van een bevolking die deze afweer niet had opgebouwd.

## Zwangere vrouwen en foetus

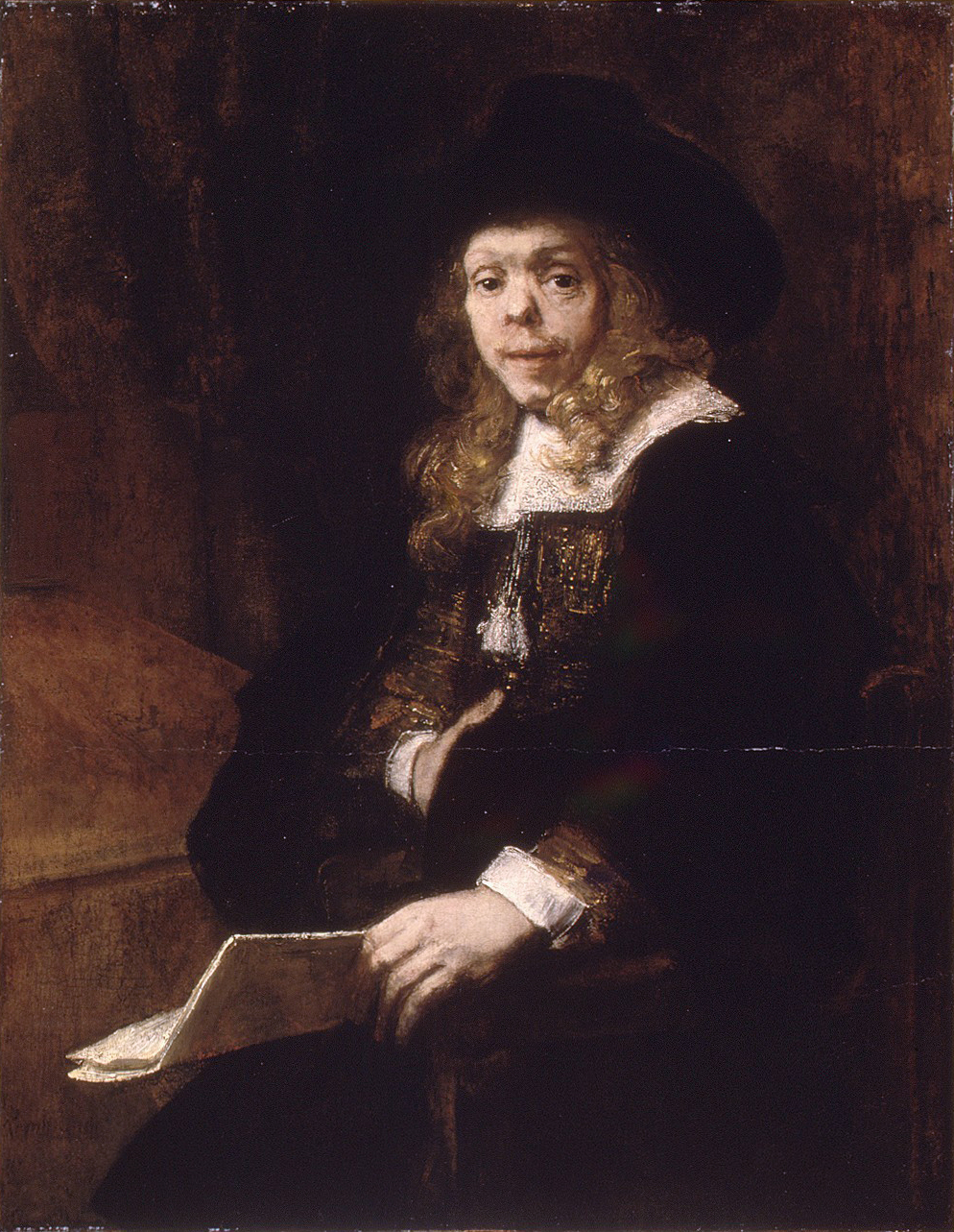
Portret van Gerard de Lairesse, door Rembrandt, ca. 1665

Syfilis tijdens de zwangerschap is vooral risicovol voor de vrucht. Voor de zwangere vrouw zelf verloopt de ziekte niet ernstiger dan bij niet-zwangere vrouwen. Zwangere vrouwen kunnen vanaf het begin van de infectie (en niet pas na enkele weken zoals vroeger werd gedacht) besmettelijk zijn voor de foetus. Deze besmettelijkheid kan jarenlang aanhouden.
De schilder Gerard de Lairesse leed bijvoorbeeld aan congenitale syfilis. De syfilis is duidelijk herkenbaar aan zijn typische neusbrug. Dit was ook de oorzaak van zijn blindheid op ongeveer vijftigjarige leeftijd.

## Experimenten
Er zijn verschillende keren omstreden experimenten op personen uitgevoerd om de effecten van onbehandelde syfilis te onderzoeken. Twee bekende voorbeelden hiervan zijn het Guatemalteeks syfilisexperiment (1946-1948) en het Tuskegee-syfilisonderzoek in de Verenigde Staten (1932-1972). Een minder bekend  en minder omstreden voorbeeld is door de Noorse artsen Caesar Boeck en E. Bruusgaard uitgevoerd bij rond 2.000 Noorse syfilis-patiënten in de periode 1890-1910. Zij gingen ervan uit dat de gangbare behandeling met kwik (doorgaans kwik(I)jodide of kwik(II)chloride) destijds meer kwaad deed dan goed. Dit onderzoek is in een proefschrift van de Noor Trygve Gjestland uit 1955 uitgebreid geanalyseerd.

## Bekende lijders
Van een aantal bekende mensen in de geschiedenis wordt op meer of minder goede gronden vermoed dat zij aan syfilis hebben geleden. Een dergelijk vermoeden kan slechts zelden met hard bewijs worden gestaafd. Bij bekendheden die op latere leeftijd een merkwaardig gedrag vertoonden, deed het gerucht al gauw de ronde. Bij sommigen berust dit vermoeden trouwens louter op het gegeven dat de persoon in kwestie prostituees bezocht. Enkele bekende personen die waarschijnlijk aan syfilis hebben geleden zijn:
- Texas Alexander
- Idi Amin[12]
- Charles Baudelaire
- Willem Cornelis Bauer
- Lavrenti Beria[13]
- Karen Blixen[bron?]
- Cesare Borgia[bron?]
- Al Capone[14]
- Frederick Delius[15]
- Gaetano Donizetti
- Paul Gauguin[14]
- Theo van Gogh[16][17]
- Hendrik VIII van Engeland[14]
- Howard Hughes[14]
- Scott Joplin[18]
- Gerard de Lairesse
- Vladimir Lenin[19]
- Hans Makart[20]
- Édouard Manet[14]
- Guy de Maupassant[21]
- Friedrich Nietzsche[14]
- Martín Alonso Pinzón[bron?]
- Egon Schiele[bron?]
- Franz Schubert[14]
- Bedřich Smetana[bron?]
- Jan Toorop[22]
- Henri de Toulouse-Lautrec[23]